# Michail Dolivo-Dobrovolskij

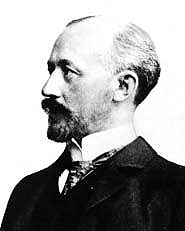
Michail Osipovitj Dolivo-Dobrovolskij

Michail Osipovitj Dolivo-Dobrovolskij (ryska Михаи́л О́сипович Доли́во-Доброво́льский), född 2 januari 1862 i Gattjina nära Sankt Petersburg, död 15 november 1919 i Heidelberg, Tyskland, var en rysk ingenjör och uppfinnare. Han föddes i en blandad familj bestående av en polsk adlig familj härstammande från Mazowsze och en rysk adelsfamilj. Dolivo-Dobrovolskij emigrerade till Tyskland på grund av politisk förföljelse efter mordet på Alexander II av Ryssland (1881). Han studerade vid Darmstadt Teknologiska Universitet (TH Darmstadt) i Tyskland. Från 1887 arbetade han för AEG där han 1909 blev chef för AEG:s apparatfabrik och arbetade senare med problemen angående kraftöverföring med högspänd likström.

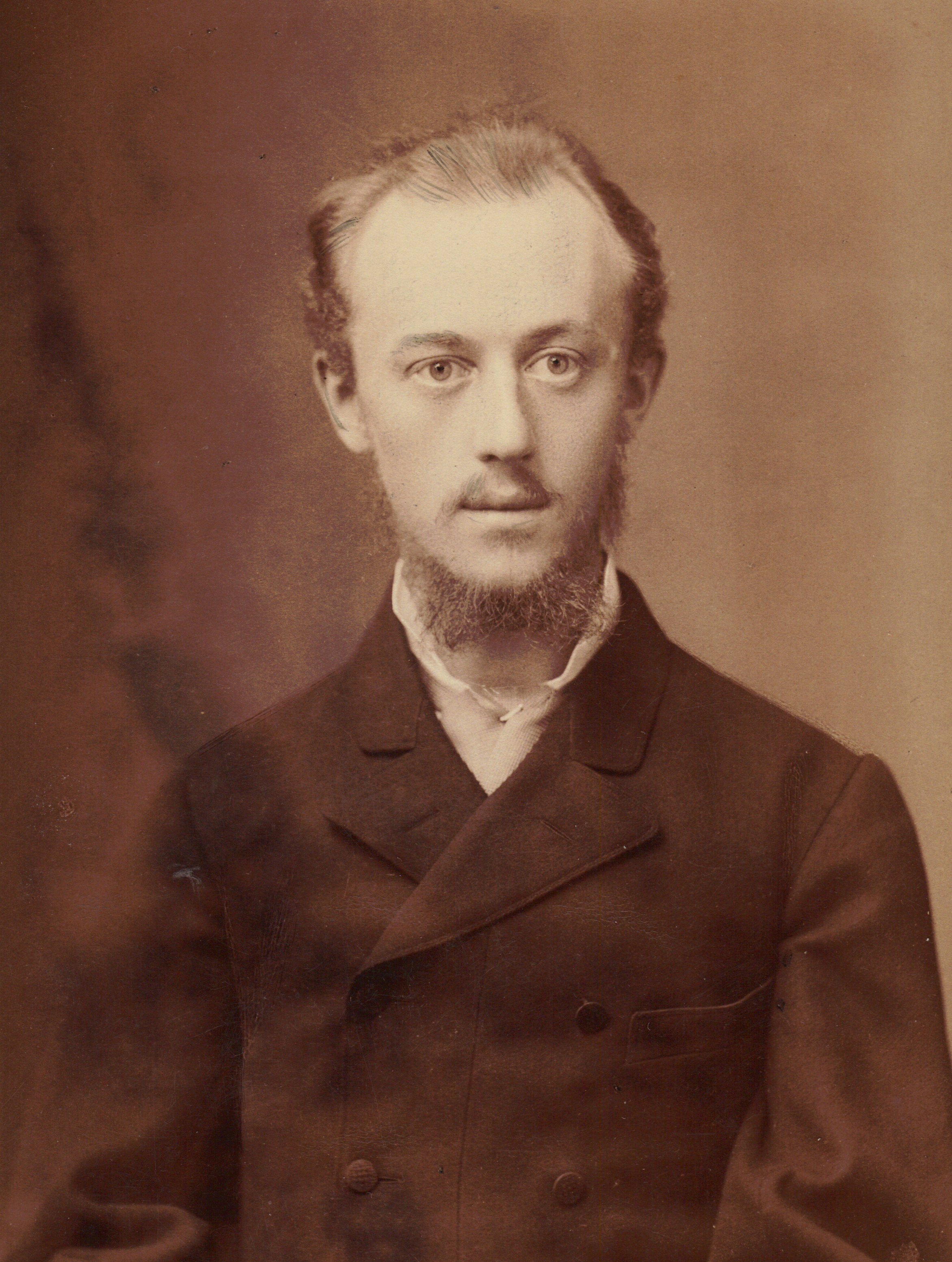
Dobrovolskij, 22 år gammal

Som en av grundarna (de andra var Jonas Wenström och Nikola Tesla) av trefasiga elsystem, utvecklade han den trefasiga elektriska generatorn och en trefaselmotor (1888) samt studerade stjärn- och deltakopplingar. Trefassystemet triumferade i Europa vid den Internationella elektrotekniska utställningen i Frankfurt am Main 1891, där Dolivo-Dobrovolskij använde detta system för att överföra elkraft på ett avstånd av 176 km med 75% effektivitet. År 1891 skapade han också en trefastransformator och den kortslutna rotorn.
Han konstruerade världens första trefasvattenkraftverk 1891. Under sitt liv fick han över 60 patent.
År 1911 mottog han ett hedersdoktorat från Darmstadt Teknologiska Universitet.